# Орська фортеця

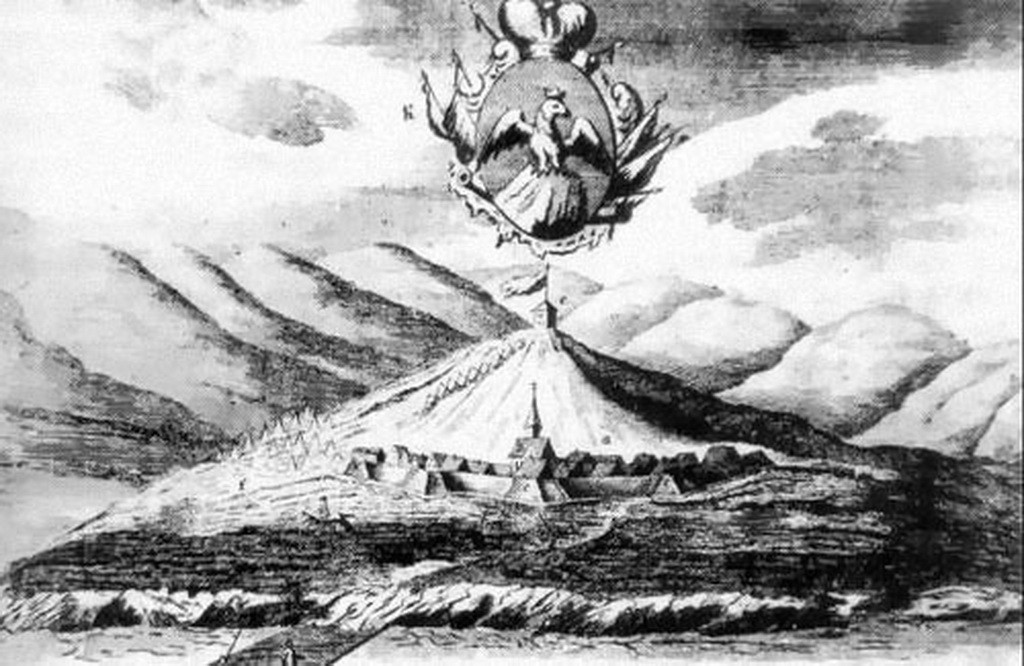
Орська фортеця. Малюнок 1736 року

О́рська форте́ця — фортеця, заснована в серпні 1735 року на лівому березі Яїка при впадінні в нього річки Ор. Її засновником став російський вчений-географ першої чверті 18 століття Іван Кирилович Кирилов. Нині місто Орськ.

## Історія
У 1734 році була створена експедиція, названа надалі «Оренбурзькою», яку Кирилов і очолив.
У квітні 1735 року експедиція вирушила до гирла Орі, де за проектом намічалася споруда міста-фортеці. Крім геодезистів, перекладачів, лікаря, аптекаря та інших, Кирилов включив в свою експедицію і живописця. Як бухгалтер-діловод був прийнятий Петро Іванович Ричков, відомий згодом побутописець Оренбуржжя.
6 серпня, через п'ятнадцять з половиною тижнів, прибула експедиція до місця призначення. І вже 15-го числа заклали фортецю «в чотирьох бастіонах», як писалося в звітах і рапортах. Зокрема, рапорт в Сенат повідомляв:

«… 15 серпня Оренбурзька фортеця сукупно з цитаделлю малою на горі Преображенській закладена і слідує робота в поспіху».

30 серпня в фортецю ввели солдатів, а 31 урочисто з великим церемоніалом після служби та проповіді священика при пострілі з тридцяти однієї гармати було закладене і саме місто. Щоправда, роботи по будівництву були залишені до наступного року, але і в наступному році відновити їх завадило розростаються повстання в Башкирії. В квітні 1737 року помер Іван Кирилов. Знову ж призначений начальник експедиції В. Н. Татищев в Оренбурзьку фортецу прибув тільки влітку 1738 року.
Фортеця перебувала в жалюгідному стані — обплетена хмизом і без великого рову, так що взимку вовки в місті коней поїли. Заходи були прийняті негайно, і фортеця була уфортифікована.
Через 4 роки після заснування, 20 серпня 1739 року, вийшов указ, де було сказано про те, що місто Оренбург необхідно будувати на іншому місці, а «колишній Оренбург іменувати Орська фортеця».
Після відсторонення від посади В. Н. Татіщева містом керував В. А. Урусов. За ним улюбленець Петра — І. І. Неплюєв, який успішно продовжував зміцнення Орської фортеці. За його перебування була споруджена цитадель, насипали вал, що «одягли» дерном та була оточена ровом. І нове зміцнення Неплюєв назвав Преображенським замком. На схід від фортеці зростала слобідка, в якій проживали переважно відставні солдати з родинами. Тоді ж була побудована дерев'яна церква Андрія Первозванного, яка через повені двічі переносилася ближче до основи гори Преображенської. У 1749 році, після сильного розливу Уралу, церква остаточно перенесли на вершину гори.
До 1746 Орська фортеця залишалася досить великим торговим центром на південно-сході Росії. Помітно активізувалася торгівля з киргиз-кайсацькимі жузами і Середньою Азією. В подальшому, з розвитком Оренбурзького мінового двору торгівля помітно знизилася. Але і при цьому Орськ, як місто, що стоїть на торгових шляхах з Росії до Середньої Азії і назад, не втратив свого значення.
До осені 1773 року — передодня Пугачовського повстання — Орська була головною фортецею Орської дистанції. В ній налічувалося до 600 жителів обох статей; майже половину з них становили татари. Комендантом був секунд-майор Ф. Беенке, який одночасно очолював і Орську дистанцію. Службу в фортеці несли гарнізонний батальйон під командуванням секунд-майора С. С. Преволоцького і команда з півсотні козаків-татар на чолі з отаманом Зіянбердою Касимовим; на озброєнні фортеці було шість гармат.
21 листопада 1773 року до Орської фортеці вступили прийшовші з Сибіру дві легкі польові команди (близько 1 000 чоловік) під керівництвом генерал-майора С. К. Станіславського, який, за задумом начальства, повинен був слідувати звідси на допомогу Оренбургу, обложеному військом О. І. Пугачова. Однак Станіславський ухилився від виконання цього припису і більше п'яти місяців простояв у фортеці.
В кінці 1773 року до Орської були переведені гарнізонні команди і жителі з інших фортець і редутів Орської дистанції, визнаних непридатними до оборони. Наприкінці лютого 1774 року в фортеці розкрили змову місцевих татар, які готувалися посприяти Пугачовцям при їх нападі сюди. За підозрою в причетності до змови була арештована група козаків-татар з їх отаманом Касимовим. Більшість змовників звільнили в квітні, визнавши покаяними, ватажків ж продовжували тримати у в'язниці до відправлення на дізнання до Оренбурга.
На початку травня Станіславський виступив було зі своєю командою, щоб взяти участь у переслідуванні війська Пугачова, але незабаром повернув назад «до улюбленої своєї Орської фортеці». Вона була єдиною на Орської дистанції, що не зазнала нападів з боку пугачовських загонів і вціліла від руйнувань.
Укріплення Орської фортеці підтримувалися у зразковому стані аж до 30-х років 19 століття. У зв'язку з перенесенням старої і будівництвом нової прикордонної лінії в казахському степу в 1835 році, Орська фортеця втрачає своє значення як прикордонний укріплений пункт.
5 червня 1861 року, Указом, оголошеним по військовому відомству, Орська фортеця скасовується і перейменовується на Орську станицю Оренбурзького козацького війська. «Тут дозволяється іногороднім особам будувати свої будинки і різні заклади». У цей час Орськ налічував вже майже 3 000 жителів. 31 травня 1865 у зв'язку з новим адміністративним поділом Орська станиця була зведена в ранг міста і призначена центром Орського повіту Оренбурзької губернії. Орчанам дозволено зірвати фортечні укріплення і на їхньому місці будувати будинки. Орськ перестав бути військовим містом.

## Перебування в фортеці Тараса Шевченка
Російські околиці в усі часи були місцем заслання тих, хто мислив врозріз з офіційними особами. Ця доля не оминула і українського поета Тараса Григоровича Шевченка. Рядовий під номером 191 третьої роти п'ятого лінійного батальйону Шевченко, засланий із забороною писати і малювати прожив у казармах фортеці понад півтора року (1847—1848) і всупереч суворій забороні, Шевченко продовжував крадькома малювати і писати вірші, які йому вдалося переховати й зберегти в чотирьох «захалявних книжечках». Зокрема, поеми «Княжна», «Варнак» і «Чернець» були написані саме під час заслання до Орської фортеці. Поет цікавився життям казахів, що кочували в околицях фортеці, вивчав їх пісні й легенди та малював сценки з їхнього побуту.
У Орській фортеці Тарас Шевченко познайомився з польським політичним засланцем Томашом Вернером.